# Cases de l'Iglésies
Les Cases de l'Iglésies són uns edificis del municipi de Reus (Baix Camp) protegits com a bé cultural d'interès local. A la planta principal hi va haver durant un temps l'emissora "Radio Popular"

## Descripció
És un edifici de planta baixa i tres pisos que ocupa tres números de carrer. En tot el conjunt de les façanes hi ha molts elements clàssics. Els ferros forjats i els capitells existents són els elements més característics. El nombre de mènsules és considerable, repartides entre els balcons i la cornisa que corona l'edifici. Els muntants i llindes de cadascuna de les portes balconeres tenen motllures i dibuixos i segueixen una composició simètrica en les obertures. Els ferros forjats de les baranes dels balcons també són molt rics en la seva ornamentació. Els de la primera planta són correguts quatre i quatre i els de la segona, dos i dos.